# Maico
Maicowerk A.G. fou un fabricant de motocicletes de l'Alemanya Occidental amb seu a Pfäffingen, un districte d'Ammerbuch (prop de Tubingen, a Baden-Württemberg). Fundada el 1926 per Ulrich Maisch com a Maisch & Co, inicialment l'empresa fabricava motocicletes equipades amb motors de dos temps ILO i Sachs. Després de la Segona Guerra Mundial, començà a produir els seus propis motors i a equipar-hi les seves motocicletes. Maico va fer una breu incursió en el negoci de l'automòbil amb la seva pròpia línia de microcotxes a finals dels anys cinquanta. L'empresa va fabricar també motors de kart.
Les motocicletes de carretera Maico portaven noms de vents: "Blizzard", "Taifun", etc., però l'empresa era coneguda sobretot pels seus models de motocròs i enduro i pels seus escúters Maicoletta, tant els uns com els altres més venuts que els de carretera.

## Història
El 1926, Ulrich Maisch fundà la fàbrica de bicicletes Maisch & Compagnons a Würmlingen, un districte de Rottenburg am Neckar, a uns 8 km de Pfäffingen. El 1931, els seus fills Wilhelm i Otto en van assumir la direcció i el 1934, l'empresa inicià la producció de motocicletes amb motors ILO i Sachs de 98 i 123 cc. Durant la Segona Guerra Mundial, la companyia es va traslladar a Pfäffingen, on va fabricar peces per a la Luftwaffe. Acabada la guerra, Maico fou un dels primers fabricants alemanys que es va poder permetre desenvolupar i produir motocicletes, cosa que va donar a la marca un avantatge sobre els seus competidors. El primer model produit fou una moto de 125 cc amb motor de dos temps propi.
El 1955, Maico es va fer càrrec de l'empresa Champion i des d'aleshores fins al 1958 va produir microcotxes. En no obtenir-hi l'èxit esperat, l'empresa es va tornar a centrar en les motos.
A finals de la dècada del 1960, el mercat de la motocicleta com a vehicle utilitari va minvar, però Maico va aconseguir sobreviure en un nínxol de mercat: el de la motocicleta de competició fora d'asfalt. La firma subministrava també populars motocicletes tot terreny a les forces armades alemanyes i estrangeres.

### Èxits en competició
Els models Maico de motocròs (MC) i enduro (GS, de Geländesport) varen ser molt reeixits tant en competicions europees com americanes al llarg de la dècada del 1970. Tot i no comptar amb el capital financer i el suport d'un equip de curses de gran pressupost com els de les marques japoneses Honda, Yamaha, Suzuki i Kawasaki, pilots de Maico com ara Adolf Weil, Åke Jonsson i Willi Bauer varen ser rivals d'alt nivell per als equips de fàbrica japonesos i van aconseguir nombrosos podis al Campionat del món de motocròs. En dues ocasions, Maico tingué la mala sort de perdre el títol mundial de 500cc, quan tot feia pensar que el guanyaria, al darrer Gran Premi de la temporada (casualment, les dues vegades fou al dels Països Baixos, a Sint Anthonis): el 1971, Åke Jonsson patí una avaria de bugia quan anava líder del mundial i encapçalava la cursa, permetent a Roger De Coster de guanyar el seu primer títol amb Suzuki,
 i el 1973, Willi Bauer patí problemes mecànics a totes dues mànegues i va perdre així un títol que tenia pràcticament al sac, de nou en favor de De Coster.
La firma alemanya també va obtenir cert èxit en Grans Premis de velocitat amb el pilot Börje Jansson, vencedor de tres curses de 125cc entre 1972 i 1973.
El 1974 es va esdevenir una de les majors contribucions a la tecnologia de les suspensions al món del motocròs, quan l'equip Wheelsmith Motorcycles als Estats Units i l'equip Gunther Schier a Europa varen avançar, aconstants-los al motor, els amortidors posteriors de les Maico de fàbrica, cosa que n'augmentà immediatament el recorregut i, per tant, la capacitat per a superar la competència. Això va iniciar un esforç frenètic per part dels equips de fàbrica i particulars, tots tallant els bastidors de les seves motos en un intent de seguir sent competitius.
Les motocicletes de motocròs Maico varen estar durant anys entre les de "competició client" més eficients del mercat, en part gràcies als seus reconeguts motors de dos temps, però també a les seves suspensions de llarg recorregut. En particular, la forquilla anterior la formaven dos forts tubs hidràulics que baixaven més enllà de l'eix de la roda. Aquest sistema fou adoptat per tots els fabricants de motocròs des de finals de la dècada del 1970 i, també, emprat sota llicència per BMW a les seves motos de carretera de les sèries 5 i 6, entre elles la R75/5, la R80/6 o la R90/S.
La publicació nord-americana Motocross Action va definir la Maico "Mega 2" de 490 cc de 1981 com la moto de motocròs de 500cc més gran de tots els temps.

### Fallida
Maicowerk AG es va declarar en fallida el 1983, però va continuar produint un petit nombre de models de motocròs i enduro (rebatejats com a M-Stars als Estats Units per qüestions legals) fins al 1986. Després que la companyia plegués definitivament aquell any, els seus actius varen ser assumits per una empresa neerlandesa. Més tard, altres fabricants compraren la marca i l'aplicaren a les seves pròpies motocicletes de producció limitada. Actualment, encara es fabriquen unes modernes motos de fora d'asfalt de gran cilindrada amb la marca Maico. L'ATK Intimidator (segons algunes fonts, la moto de dos temps de producció més potent disponible, tret de les pròpies Maico històriques) compta amb un motor Maico. La nova Maico llançada el 2013, un model de motocròs de 685 cc de 83 CV, ha estat definida també com una de les motos de motocròs més potents del mercat.
Malgrat els anys transcorreguts des del seu tancament, Maico ha conservat un gran seguiment de culte fins a l'actualitat. Molts pilots restauren antigues Maico per tal d'exhibir-les o competir-hi en curses "vintage".

## Models destacats

### Maicoletta

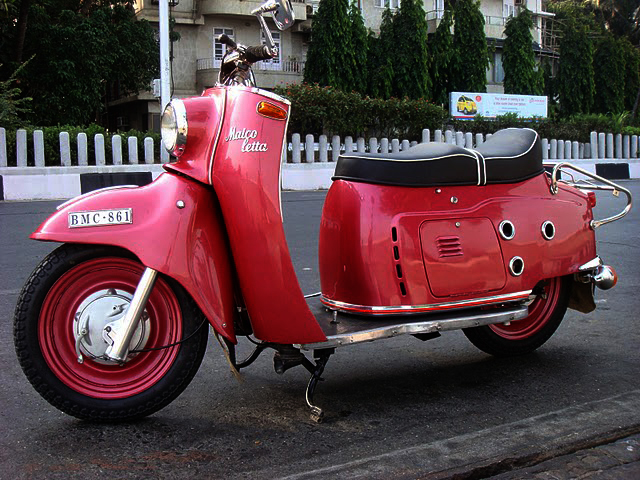
L'escúter Maicoletta

La Maicoletta, produïda entre el 1955 i el 1966, va ser un dels escúters més grans mai produïts per cap fabricant fins a l'era moderna. El motor era un monocilíndric de 247 cc de dos temps amb quatre velocitats accionades per pedal, transmissió per cadena protegida, refrigeració per ventilador centrífug i engegada elèctrica. També se'n va produir una versió per a exportació amb motor de 277 cc, cosa que li permetia suportar un sidecar. El bastidor tubular estava construït amb la filosofia d'una motocicleta estàndard, amb forquilles telescòpiques de llarg recorregut i rodes de 14 polzades. La Maicoletta podia superar els 113 km/h, comparable amb la majoria de les motocicletes de 250 cc de l'època. A la dècada del 1950, la majoria dels escúters, com ara Vespa i Lambretta, cubicaven entre 125 i 200 cc i duien rodes de 8 a 10 polzades, amb una velocitat màxima de 88 a 97 km/h, de manera que la cara, però ràpida i còmoda Maicoletta, va tenir un gran èxit entre els entusiastes dels escúters.
Segons els estàndards actuals, els frens de tambor (anterior i posterior) serien millorables, però a l'època no tenien res a envejar als dels altres escúters del moment.
Una de les innovacions tècniques de la Maicoletta fou un seu inusual sistema d'engegada elèctrica Bosch de 6 V de tipus "pèndol", força avançat per a la dècada del 1950. Un cop activat, en comptes de fer girar el cigonyal, el motor d'arrencada feia servir les bobines del generador a l'eix per tal de fer-lo oscil·lar avant i enrere sota el control de les lleves del cigonyal. Aquestes lleves tancaven els contactes del generador per tal d'activar un interruptor d'inversió a la "caixa de control" que canviava la direcció del cigonyal al final de cada oscil·lació. Quan s'activava, feia la impressió que el cigonyal rebotava contínuament cap endavant i cap enrere contra la compressió. Un conjunt separat de punts d'engegada encenien la bugia només en la direcció cap endavant i, quan això encenia la mescla de combustible dins el cilindre i el motor començava a funcionar amb normalitat, s'alliberava el pèndol i entrava en funcionament el sistema d'engegada normal. L'avantatge d'aquest sistema és que el motor d'arrencada no ha de forçar l'eix del cigonyal a girar-se contra la compressió, de manera que cal menys potència del sistema de sis volts. El seu desavantatge és el nombre inusual de contactes, que poden ser difícils d'ajustar. Els contactes del commutador de marxa enrere tendeixen a desgastar-se amb un ús perllongat i poden ser molt difícils de reparar, d'aquí la reputació de l'escuter de requerir, al cap dels anys, l'engegada pel sistema d'embranzida.

### Maico Mobil
Produïda entre juny de 1950 i 1958, la Maico Mobil era una motocicleta amb bastidor tubular i carrosseria d'alumini envolvent que es vengué només en petites sèries. Fou dissenyada per a proporcionar la maniobrabilitat d'una motocicleta combinada amb la comoditat d'un éscuter, afegint-hi els avantatges d'un gran portamaletes i protecció contra la intempèrie. Es va dir que s'assemblava a un "cotxe de dues rodes" i fou coneguda popularment amb el malnom del «cubell de les escombraries».

### Galeria de models

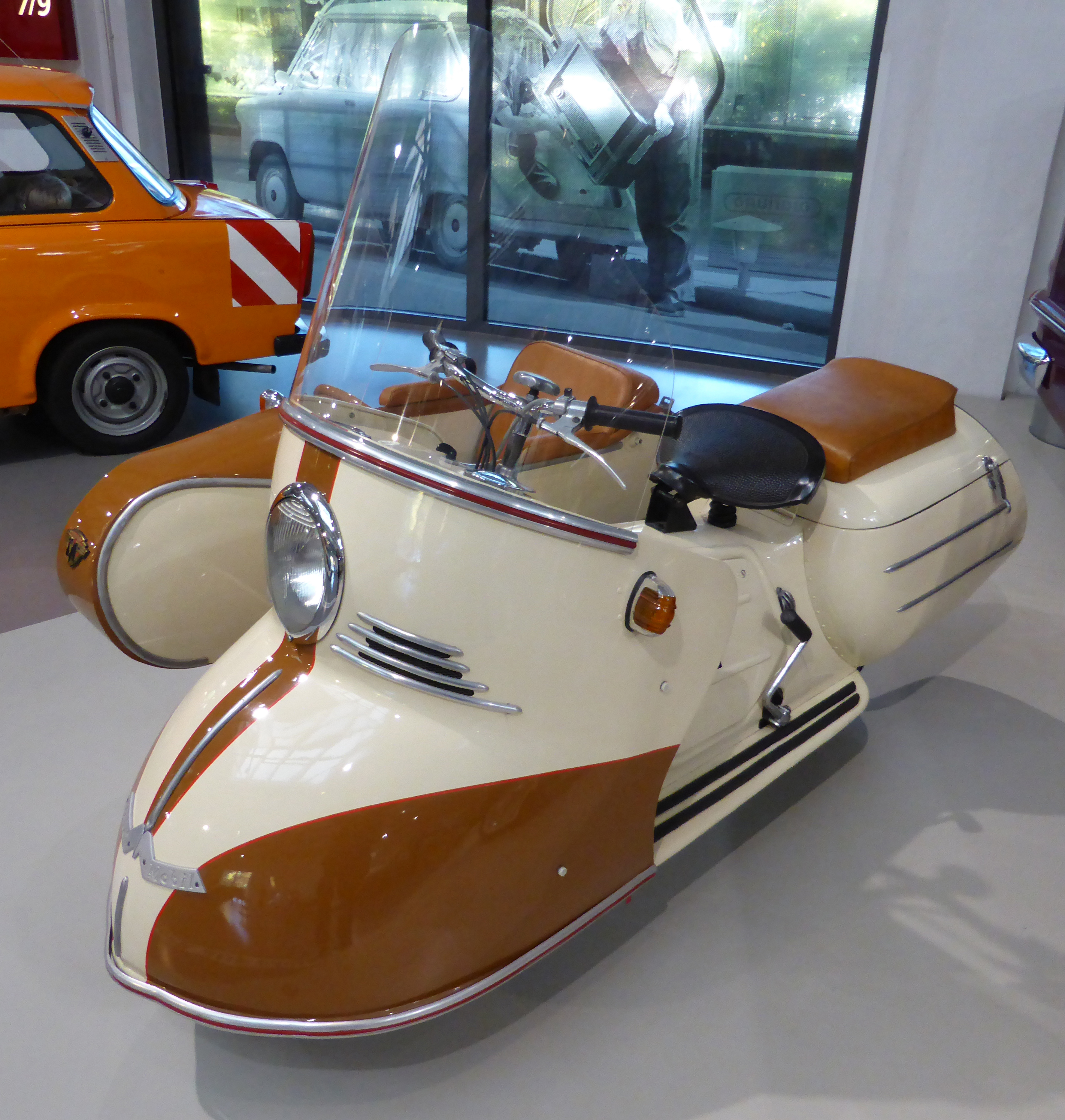
Maico Mobil MB 175 de 1953
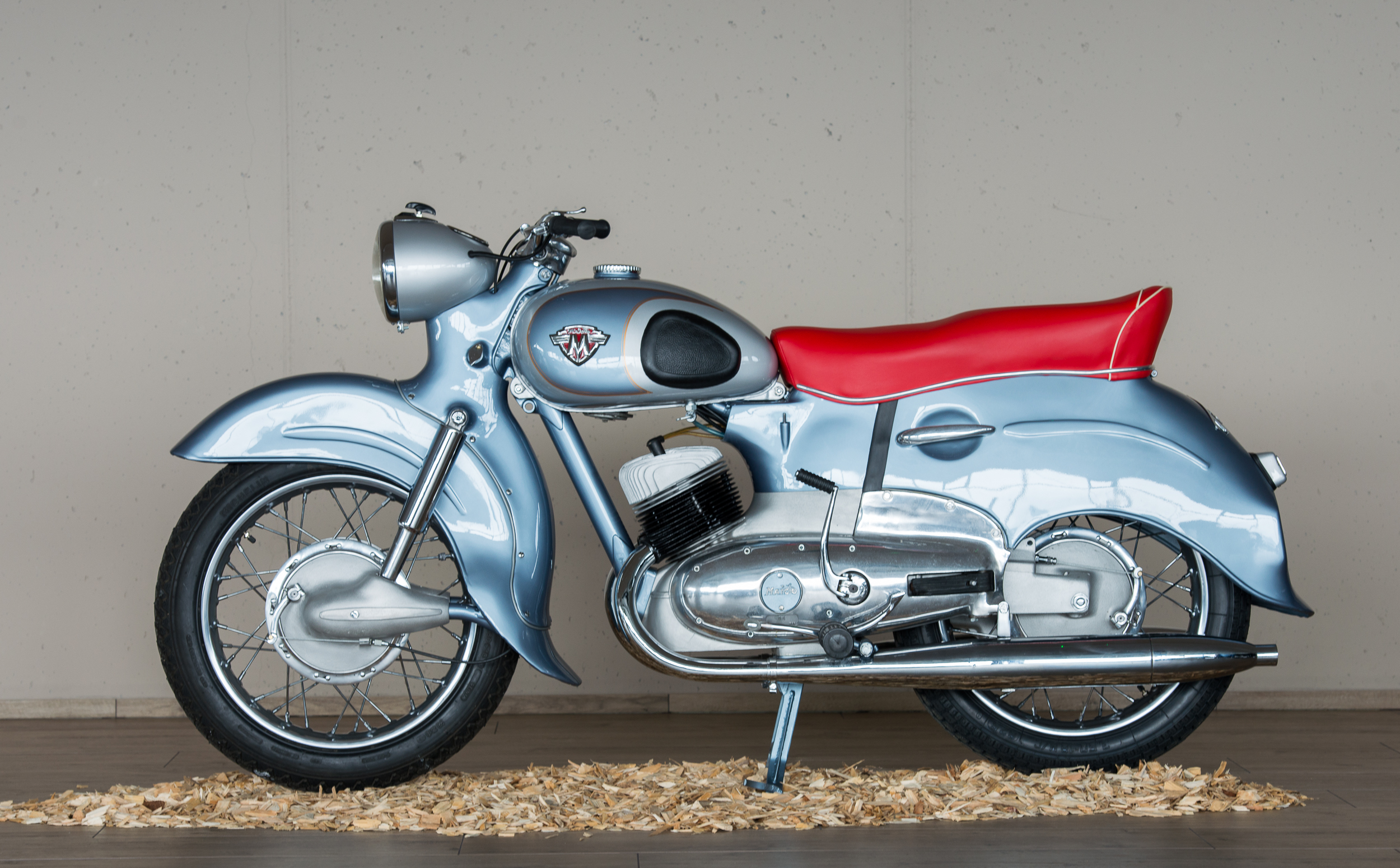
Maico Taifun de 1957
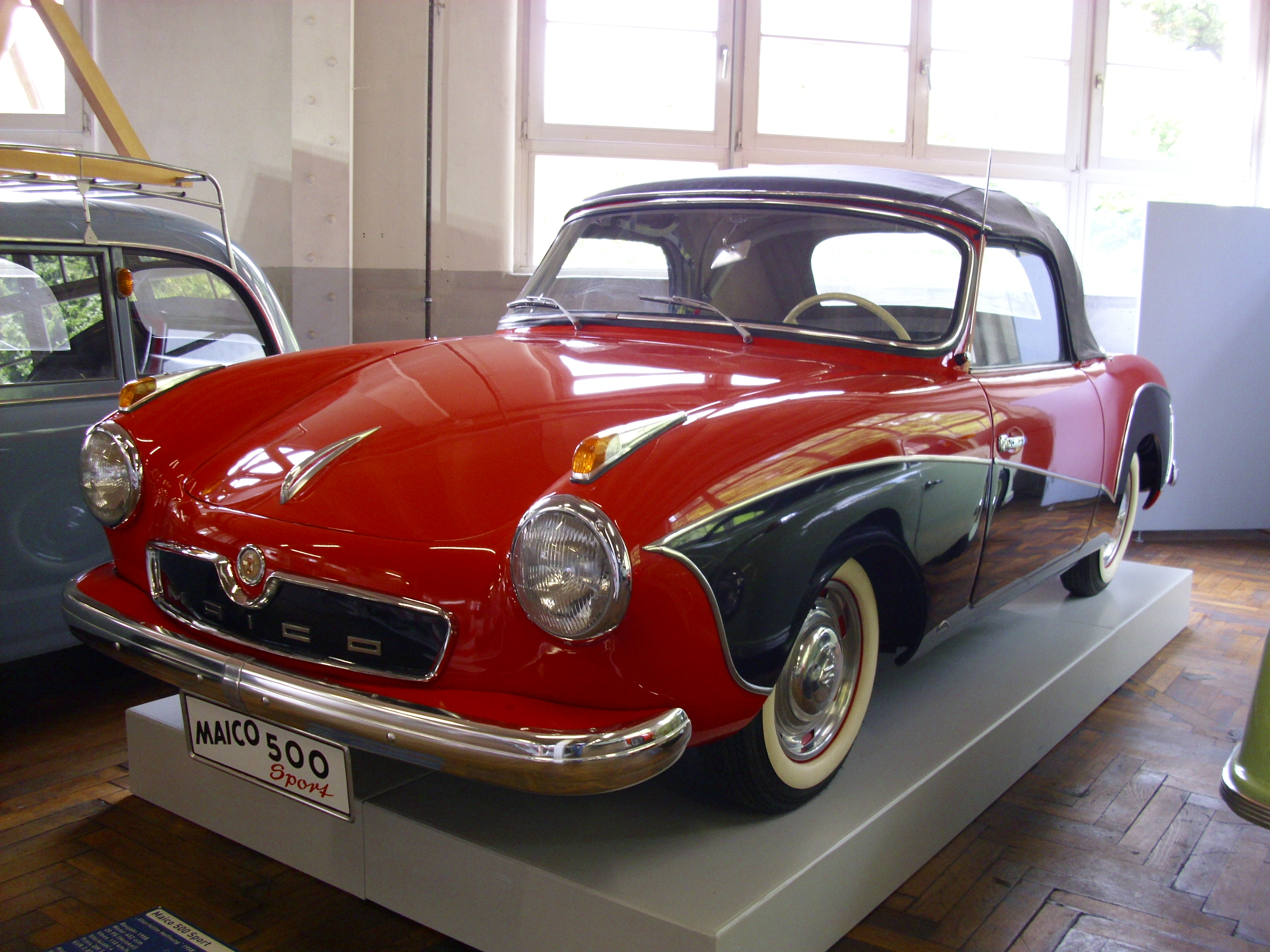
Maico 500 Sport de 1958
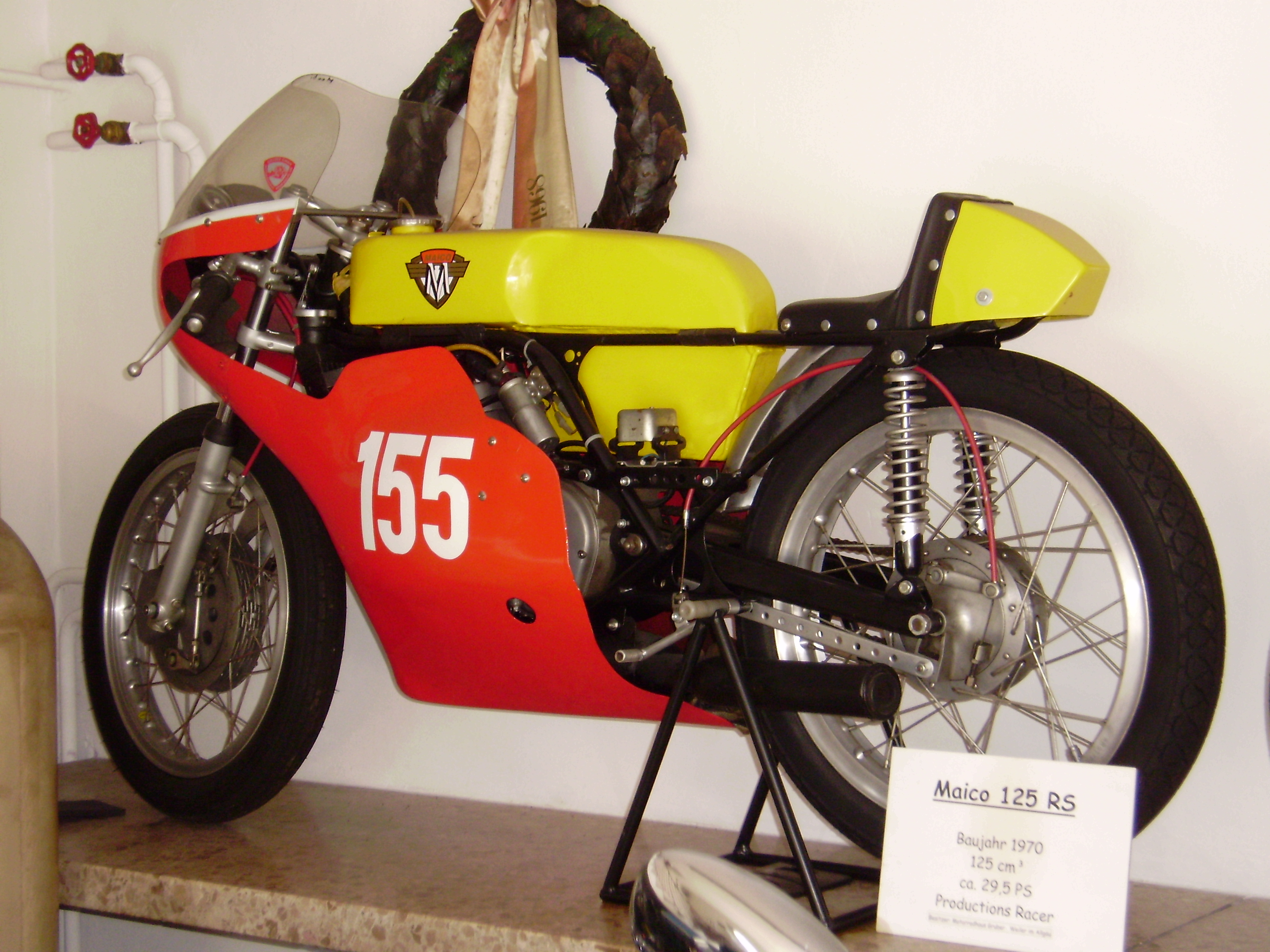
Maico 125 RS de 1970
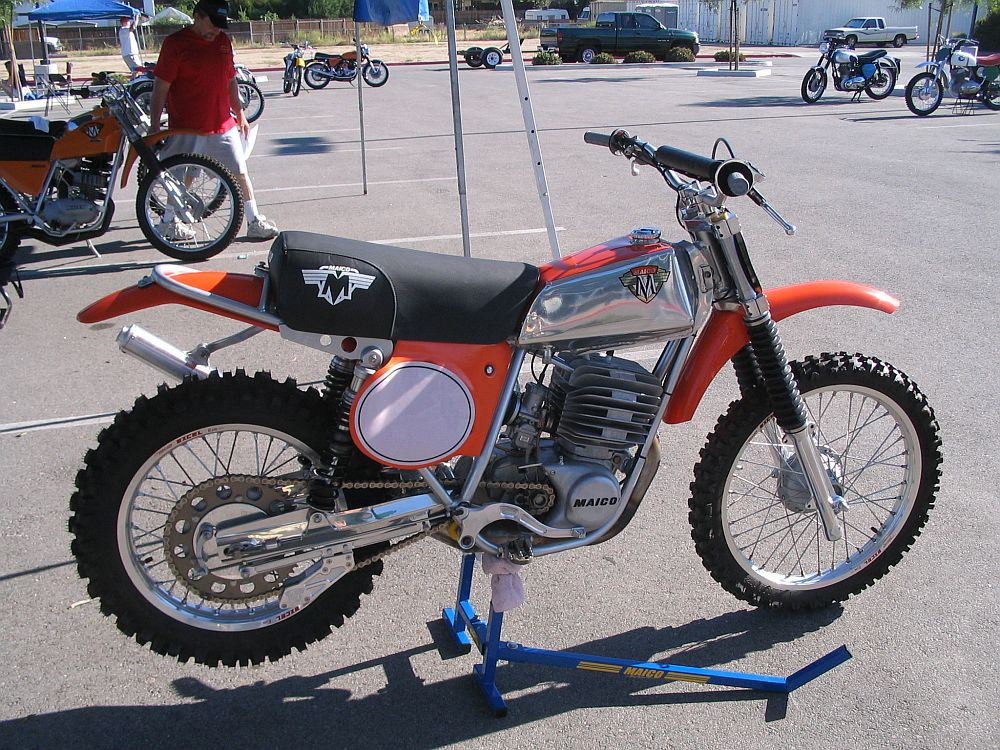
Maico MC 400 de 1974
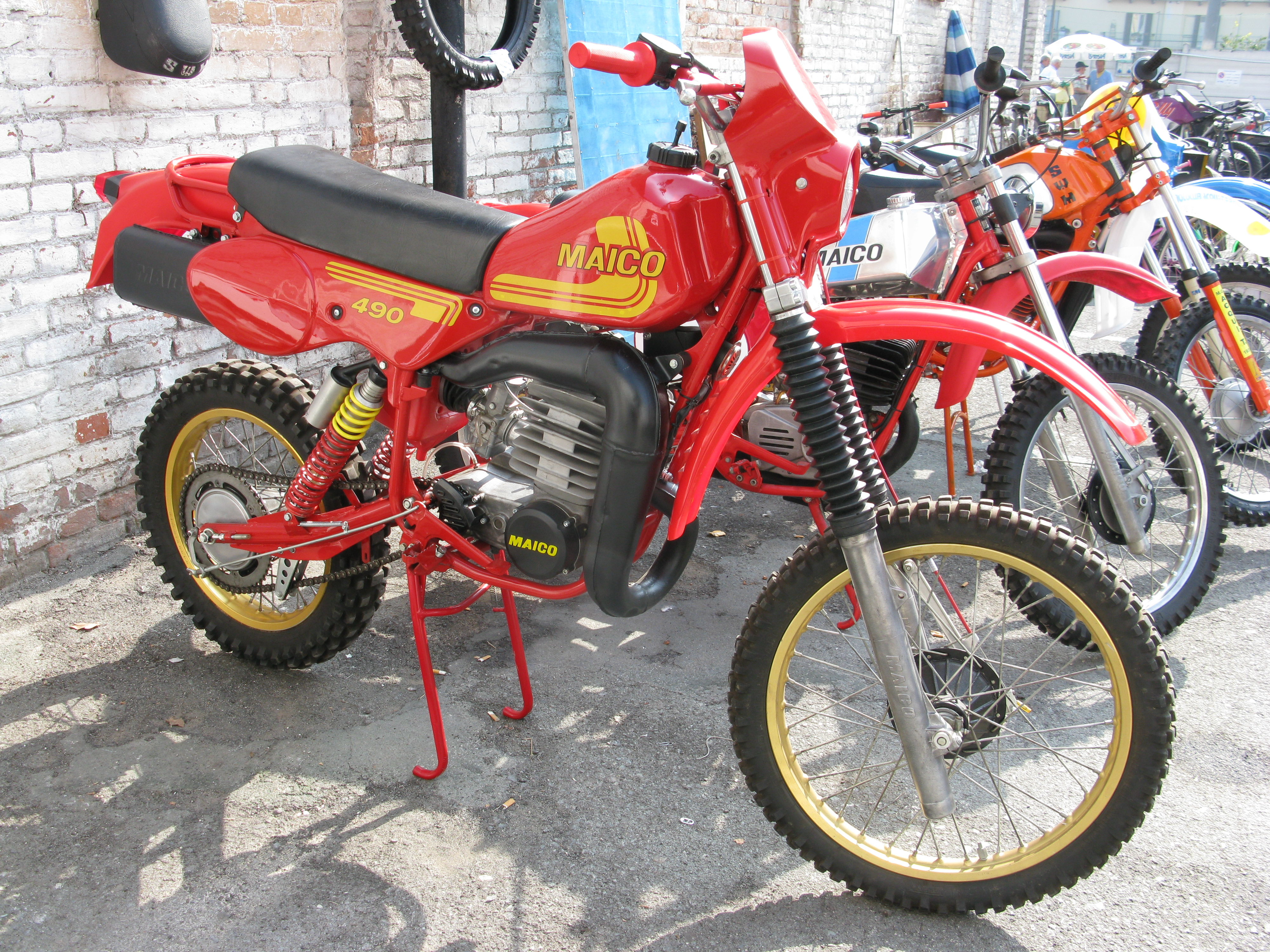
Maico GS 490 de 1981